# Scars and Souvenirs
Scars & Souvenirs третій альбом рок-групи Theory of a Deadman, який вийшов 1 квітня 2008 року. Це був найуспішніший альбом групи. Він очолив безліч чартів. Спеціальне видання альбому вийшло 20 жовтня 2009 року. Він містив бонусні та акустичні версії деяких пісень які вийшли на iTunes версії альбому.

## Сингли
Перший сингл, «So Happy» вийшов на радіо 11 лютого, також його можна було прослухати на офіційній сторінці групи MySpace. А сингли «By the Way» та «Bad Girlfriend» вийшли на офіційному сайті 10 березня 2008 року. «All or Nothing» з'явилася 2 липня як сингл для Hot AC radio. Робін Діаз (Closure), Кріс Доутрі (Daughtry), і Брент Сміт (Shinedown) були запрошені для запису альбому. Пізніше група заявила, що 14 травня 2008 року в США та Канаді, вийде їх наступний сингл «Bad Girlfriend» тільки на рок-радіо. 6 вересня 2008 року сингл «Bad Girlfriend» очолив чарт Mainstream Rock Chart.

## Трек лист
Автор музики Theory of a Deadman. 
| #     | Назва                                              | Автор слів                         | Тривалість |
| ----- | -------------------------------------------------- | ---------------------------------- | ---------- |
| 1.    | «So Happy» (featuring Брент Сміт)                  | Тайлер Сонноллі                    | 4:11       |
| 2.    | «By the Way» (featuring Кріс Доутрі та Робін Діаз) | Конноллі, Кріс Доутрі              | 3:35       |
| 3.    | «Got It Made»                                      | Конноллі                           | 3:14       |
| 4.    | «Not Meant to Be»                                  | Конноллі, Кара ДіоГуарді           | 3:33       |
| 5.    | «Crutch»                                           | Конноллі, Крістін Данієль Конноллі | 3:16       |
| 6.    | «All or Nothing»                                   | Конноллі                           | 3:30       |
| 7.    | «Heaven (Little by Little)»                        | Конноллі, Крістін Данієль Конноллі | 4:19       |
| 8.    | «Bad Girlfriend»                                   | Конноллі, Крістін Данієль Конноллі | 3:25       |
| 9.    | «Hate My Life»                                     | Конноллі, Крістін Данієль Конноллі | 3:10       |
| 10.   | «Little Smirk»                                     | Конноллі, Крістін Данієль Конноллі | 3:31       |
| 11.   | «End of the Summer»                                | Конноллі                           | 3:30       |
| 12.   | «Wait for Me»                                      | Конноллі                           | 4:03       |
| 13.   | «Sacrifice»                                        | Конноллі                           | 2:54       |
| 46:11 |                                                    |                                    |            |

### Бонусні треки з iTunes, Zune та Amazon
| #   | Назва                         | Тривалість |
| --- | ----------------------------- | ---------- |
| 14. | «Great Pretender»             | 3:42       |
| 15. | «Shadow»                      | 3:48       |
| 16. | «So Happy» (acoustic - clean) | 4:10       |
| 17. | «By the Way» (acoustic)       | 3:33       |

### Бонусні треки спеціального видання
| #   | Назва                                         | Тривалість |
| --- | --------------------------------------------- | ---------- |
| 14. | «Great Pretender»                             | 3:42       |
| 15. | «Shadow»                                      | 3:48       |
| 16. | «So Happy» (acoustic - explicit)              | 4:10       |
| 17. | «By the Way» (acoustic)                       | 3:33       |
| 18. | «Not Meant to Be» (acoustic)                  | 3:30       |
| 19. | «Got Me Wrong» (Alice In Chains cover)        | 4:30       |
| 20. | «Midnight Rider» (Allman Brothers Band cover) | 3:09       |
| 21. | «What's Your Name?» (Lynyrd Skynyrd cover)    | 3:41       |

## Музиканти
- Тайлер Конноллі — вокал, соло-гітара
- Дін Бек — бас-гітара
- Дейв Бреннер — ритм-гітара
- Робін Діаз — ударні